# 인디아 에넹거
인디아 에넹거(India Ennenga, 1994년 11월 16일 ~ )는 미국의 배우이다.

## 출연 작품
- 어바웃 스카우트 (2015)
- 더 리턴드 시즌1 (2015)
- 썬 벨트 익스프레스 (2014)
- 트레메 3 (2012)
- 노바디 웍스 (2012)
- 트레메 2 (2011)
- 트레메 1 (2010)
- 멀티플 새커즘 (2010)
- 프로스트 (2008)
- 내 친구의 사생활 (2008)